# Bitva u Povodí
Bitva u Povodí (anglicky Battle of Bywater) proběhla 3. listopadu 3020 třetího věku (1420 krajového letopočtu) v Kraji nedaleko Hobitína. Jedná se o bitvu z románu J. R. R. Tolkiena Pán prstenů. Vzbouření hobité a jejich vůdci Smělmír Brandorád a Peregrin Bral zde porazili bandu „darebáků" z jihu vedenou čarodějem Sarumanem a zakončili tak Válku o Prsten. 
Po porážce armády skřetů s Rohanem se Saruman rozhodl Kraj ovládnout a přeměnit ho ve svou novou základnu. V nepřítomnosti hobitů Froda, Sama, Smíška a Pipina obsadil Saruman Kraj s hrstkou zlých lidí, kteří mu sloužili. Hobiti po návratu nalezli Kraj zpustošený a zorganizovali proti vetřelcům povstání.
Bitva se odehrála v bývalém pískovém lomu, kde Smíšek i Pipin zkušeně využili terénu a „darebáky“ výhodně přepadli obklíčené v lomu. V bitvě, která byla vybojována na cestě k Povodí, zahynulo asi sedmdesát darebáků a 19 hobitů. Byla to druhá a poslední bitva vybojovaná v Kraji. 

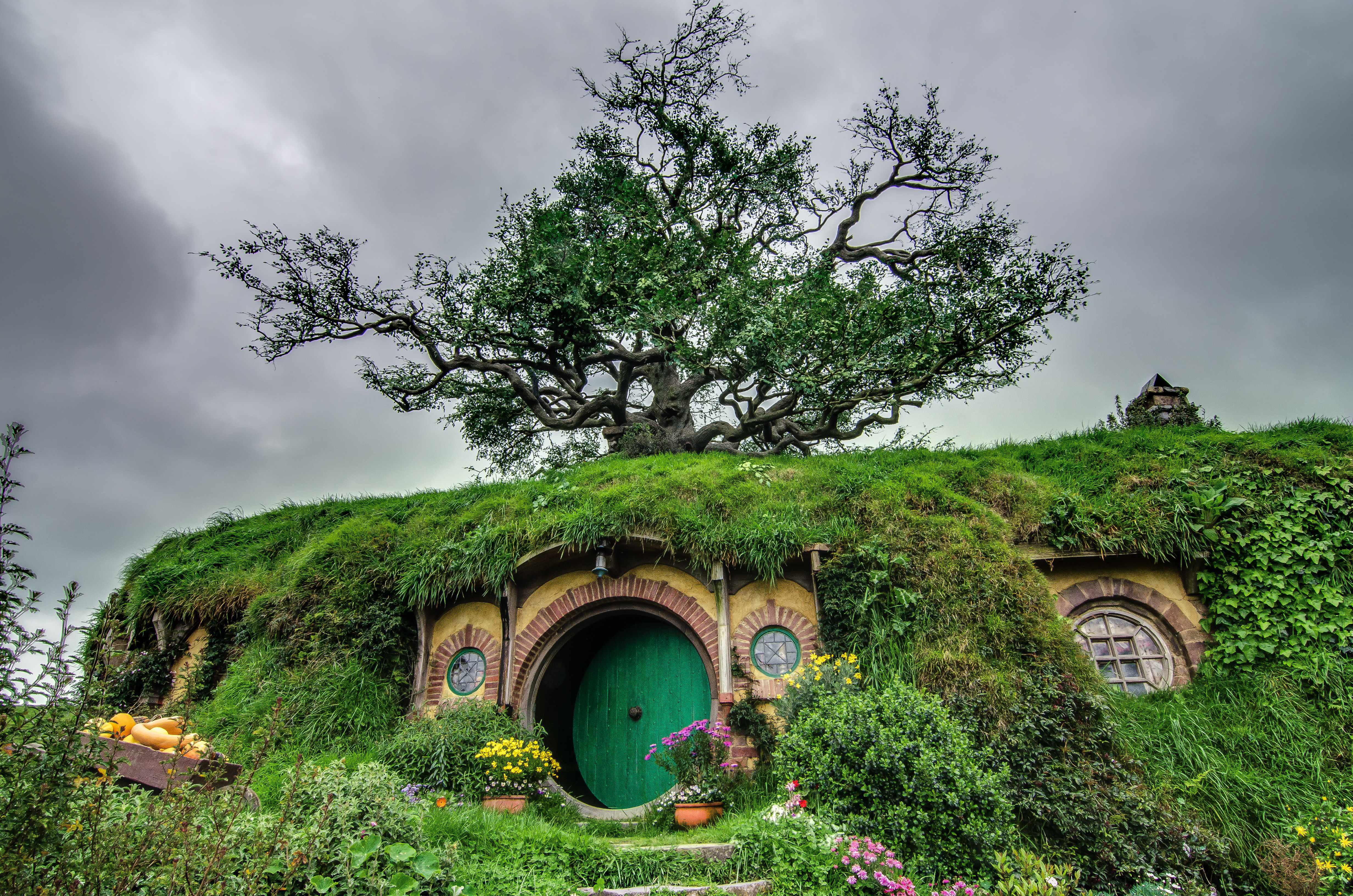
Dno pytle, domov Frodova strýčka Bilba

Po bitvě byl Saruman hobity izolován mimo Hobitín se svým služebníkem Červivcem, kde se střetli s Frodem Pytlíkem. Na prahu Dna pytle Červivec Sarumana zavraždil. Než Frodo stačil zareagovat, vzbouření hobiti usmrtili Červivce třemi vystřelenými šípy. Od té doby bloudí Sarumanův duch po Středozemi, protože je Maia a ve skutečnosti nezemřel.